# Рекиничи
Рекиничи — деревня в Доможировском сельском поселении Лодейнопольского района Ленинградской области.

## История
Деревня Рекиничи упоминается на плане западной части Лодейнопольского уезда 1818 года.

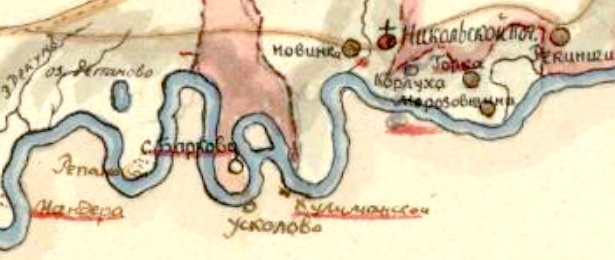
Деревня Рекиничи на плане 1818 года

Деревня Рекиничи, состоящая из 21 крестьянского двора обозначена на карте Санкт-Петербургской губернии Ф. Ф. Шуберта 1844 года.

РЕКИНИЧИ — деревня близ реки Ояти при её заливе — Старой реке, число дворов — 32, число жителей: 80 м. п., 93 ж. п.; Кузница. (1879 год)

Сборник Центрального статистического комитета описывал её так:

РЕКИНИЧИ — деревня бывшая владельческая, дворов — 30, жителей — 184; лавка. (1885 год)

Деревня относилась к Горской волости Лодейнопольского уезда Олонецкой губернии.

РЕКИНИЧИ — деревня при реке Ояти, население крестьянское: домов — 43, семей — 39, мужчин — 121, женщин — 120, всего — 241; некрестьянское: нет; лошадей — 13, коров — 56, прочего — 19 . (1905 год)

В конце XIX — начале XX века деревня административно относилась к Заостровской волости 1-го стана Лодейнопольского уезда Олонецкой губернии.
С 1917 по 1922 год деревня входила в состав Рекинского сельсовета Заостровской волости Лодейнопольского уезда Олонецкой губернии.
С 1922 года в составе Ленинградской губернии.
С февраля 1927 года в составе Луначарской волости. С августа 1927 года в составе Пашского района. В 1927 году население деревни составляло 269 человек.
Согласно карте Ленинградской области Северо-западного аэрогеодезического треста ГГУ издания 1932 года деревня насчитывала 30 крестьянских дворов. В деревне на одном из ручьёв, притоке реки Ояти, располагалась водяная мельница.
По данным 1933 года деревня Рекиничи являлась административным центром Рекинского сельсовета Пашского района, в который входили 11 населённых пунктов: деревни Барково, Викшинга, Горка, Карлуха, Новинка, Марозовщина, Рекиничи, Симовичи, Усколово, Хвалевщина, Чашковичи, общей численностью населения 1149 человек.
По данным 1936 года в состав Рекинского сельсовета входили 14 населённых пунктов, 353 хозяйства и 7 колхозов, административным центром сельсовета была деревня Новинка.

Деревня Рекиничи на карте РККА 1940 года

С 1955 года в составе Новоладожского района.
В 1958 году население деревни составляло 89 человек.
С 1960 года в составе Доможировского сельсовета.
С 1963 года в составе Волховского района.
По данным 1966 и 1973 годов деревня Рекиничи также входила в состав Доможировского сельсовета Волховского района.
По данным 1990 года деревня Рекиничи входила в состав Доможировского сельсовета Лодейнопольского района.
В 1997 году в деревне Рекиничи Доможировской волости проживали 19 человек, в 2002 году — 29 человек (все русские).
С 1 января 2006 года, в составе Вахновакарского сельского поселения.
В 2007 году в деревне Рекиничи Вахновокарского СП проживали 22 человека, в 2010 году — также 22.
С 2012 года в составе Доможировского сельского поселения.

## География
Деревня расположена в западной части района к северу от автодороги 41К-016 (Станция Оять — Плотично).
Расстояние до административного центра поселения — 12 км.
Расстояние до ближайшей железнодорожной станции Оять-Волховстроевский — 7 км.
Деревня находится на правом берегу реки Оять.

## Демография
| 1879 | 1885 | 1905 | 1927 | 1958 | 1997 | 2007 |
| ---- | ---- | ---- | ---- | ---- | ---- | ---- |
| 173  | ↗184 | ↗241 | ↗269 | ↘89  | ↘19  | ↗22  |
| 2010 | 2014 | 2017 |      |      |      |      |
| →22  | ↘17  | ↗20  |      |      |      |      |

### Национальный состав
Согласно данным Всероссийской переписи населения 2021 года в деревне проживали 18 человек, все русские.

## Инфраструктура
По данным администрации Доможировского сельского поселения:
- на 1 января 2014 года в деревне было зарегистрировано 10 домохозяйств и 28 жителей[22].
- на 1 января 2021 года в деревне было зарегистрировано 10 домохозяйств и 16 жителей[23].